# Festival international du film de Transylvanie 2019
Le festival international du film de Transylvanie 2019, 18e édition du festival, se déroule du 31 mai au 9 juin 2019.

## Déroulement et faits marquants
Le 2 juin 2019, le palmarès est dévoilé : le film colombien Monos d'Alejandro Landes remporte le Trophée Transilvania. Le Prix du meilleur réalisateur est remis à May el-Toukhy pour Queen of Hearts (Dronningen). Le prix du public revient au film Systemsprenger de Nora Fingscheidt .

## Jury
- Denis Côté, réalisateur
- Anita Juka, productrice
- Constantin Popescu, réalisateur
- Mike Goodridge, producteur
- Grainne Humphreys, réalisatrice

## Sélection

### En compétition officielle
- L'Homme fidèle de Louis Garrel  France
- A White, White Day (Hvítur, Hvítur Dagur) de Hlynur Pálmason  Islande
- Belonging (Aidiyet) de Burak Cevik  Turquie
- Monos d'Alejandro Landes  Colombie
- Monsters. (Monștri.) de Marius Olteanu  Roumanie
- Not The End (Sin Fin) de Cesar Esteban Alenda  Espagne
- Pause (Pafsi) de Tonia Mishiali  Chypre
- Queen of Hearts (Dronningen) de May el-Toukhy  Danemark
- Scarborough  de Barnaby Southcombe  Royaume-Uni
- Systemsprenger de Nora Fingscheidt  Allemagne
- The Humorist de Mikhail Idov  Russie
- L'Homme qui a surpris tout le monde de Alexeï Tchoupov  Russie

### Film d'ouverture
- Parking de Tudor Giurgiu

### Film de clôture
- La Chute de l'empire américain de Denys Arcand

## Palmarès
- Trophée Transilvania : Monos d'Alejandro Landes
- Meilleure réalisation : May el-Toukhy pour Queen of Hearts (Dronningen)
- Prix spécial du jury : L'Homme fidèle de Louis Garrel
- Prix de la meilleure interprétation : Ingvar E. Sigurðsson pour son rôle dans A White, White Day (Hvítur, Hvítur Dagur)
- Prix du public : Systemsprenger de Nora Fingscheidt